# سعادت‌آباد (بردسکن)
سعادت‌آباد نام روستایی از توابع بخش مرکزی شهرستان بردسکن در استان خراسان رضوی ایران است. این روستا در دهستان کنارشهر قرار دارد و براساس سرشماری مرکز آمار ایران در سال ۱۳۸۵، جمعیت آن زیر سه خانوار بوده است.